# Sebastián Pedrozo
Sebastián Pedrozo (Montevideo, 8 de noviembre de 1977) es un maestro y  escritor uruguayo de literatura infantil y literatura juvenil.

## Biografía
Comenzó a escribir casi al mismo tiempo en que recibió su título de maestro, desempeñándose como docente y escritor en forma simultánea, y narrando a sus alumnos las primeras historias que redactó. Sus obras se han inspirado en las novelas del autor inglés Neil Gaiman y del galés Roald Dahl las cuales han influenciado su escritura.  
Realiza también visitas a instituciones educativas del Uruguay para presentar sus obras y relatar su experiencia como escritor.
Si bien es más conocido por su obra infantil y juvenil, Pedrozo ha publicado también varios libros para adultos, sobre todo en el ámbito del terror y el suspenso, como las novelas Malas tierras o Los demonios. Por otra parte, también escribe poesía. Algunas de sus novelas infantiles han sido llevadas al teatro.
Su obra se ha publicado también en Argentina y traducida al idioma portugués.
Reside actualmente en la Ciudad de la Costa, Departamento de Canelones.

## Obras

### Infantil y juvenil
- Misteriosa Banda Oriental (2023); Loqueleo, Santillana
- Lucy y las criaturas (2022); Fin de siglo hecho por alexis puñales

- Diario de un arquero / Aventuras de un goleador. (2021); Loqueleo, Santillana
- Mica y los fantasmas de Piriápolis (2019); Loqueleo, Santillana
- Terror en la escuela. (2018); Loqueleo, Santillana
- La venganza de las viejas (2017); Loqueleo, Santillana
- Tormenta zombi (2016) (2.º Premio concurso anual de letras MEC, 2018); Loqueleo, Santillana
- La superbici (2016); Loqueleo, Santillana
- Nocturama (2015, 2021); Montena, Penguin Random House
- Tranquilos no hay viejas en la costa (2015)  Loqueleo, Santillana
- La bella y el mocoso (2015); Editorial Alfaguara Infantil
- Bichos en peligro (2014);  Editorial S.M.
- La novia del incendiario (2014); Editorial Alfaguara Juvenil.
- Cómo hacer reír a una vieja sin que pierda la dentadura (2013); Editorial Alfaguara Infantil.
- Terror en la ciudad (2012); Editorial Alfaguara Infantil.
- Gato con guantes (2012); Editorial Sudamericana.
- Cómo molestar viejas (2011); Editorial Alfaguara Infantil.[4]
- La piel del miedo (2010); Editorial Alfaguara Infantil.
- Terror en el campamento (2009); Editorial Alfaguara Infantil.
- Insectos al rescate (2008; 2022); Editorial S.M.
- Historia de un beso (2007) ; Editorial Alfaguara Infantil.
- Cualquier niño del norte (2007); Editorial Comunicarte.

## Premios
- Segundo premio en el Concurso Anual de Literatura del Ministerio de Educación y Cultura, 2018 por Tormenta zombi
- Mención en el Concurso Anual de Literatura del Ministerio de Educación y Cultura por Las moscas también tenemos sentimientos. La misma fue publicada en Buenos Aires por la editorial SM, bajo el título Insectos al rescate (2008).[5]
- Segundo Premio en el Concurso Los niños del Mercosur por Cualquier niño del norte.